# Juana Serna Masiá
Juana Serna Masiá (Albacete, 9 de març de 1945) és una política valenciana d'origen castellà, diputada al Congrés dels Diputats en la VII, VIII i IX Legislatures.
Llicenciada en Filosofia, és catedràtica de Filosofia en un institut d'ensenyament secundari a Alacant. Militant del PSPV-PSOE, de 1993 a 1995 ha estat directora General de l'Institut Valencià d'Administracions Públiques (IUAP) i responsable de Reforma Educativa de la LOGSE a la Generalitat Valenciana (1986-1993). Posteriorment ha estat diputada per la província d'Alacant a les eleccions generals espanyoles de 2000, 2004 i 2008. Ha estat presidenta de la Delegació espanyola en l'Assemblea de la Unió Europea Occidental (2004-2006). i vicepresidenta primera de la Comissió d'Educació, Política Social i Esport (2008-2009).
Ha estat presidenta del PSPV de 2017 a 2021 amb Ximo Puig com a Secretari General del partit.